# Busö (ö i Björneborg, Finland)
Busö (finska: Puussa) med Leppäkari är en ö i Finland. Den ligger i Bottenhavet och i kommunen Björneborg i den ekonomiska regionen  Björneborgs ekonomiska region i landskapet Satakunta, i den sydvästra delen av landet. Ön ligger omkring 12 kilometer nordväst om Björneborg och omkring 240 kilometer nordväst om Helsingfors.
Öns area är 25,6 hektar och dess största längd är 1,1 kilometer i sydöst-nordvästlig riktning.

## Delöar och uddar
- Puussa 61°34′31″N 21°38′15″Ö / 61.57527°N 21.63744°Ö
- Leppäkari 61°34′22″N 21°38′33″Ö / 61.57271°N 21.6426°Ö